# Czesław Wilczyński
Czesław Wilczyński (ur. 23 kwietnia 1929 w Młynisku, zm. 25 sierpnia 2021 w Zduńskiej Woli) – polski snowacz i działacz partyjny, poseł na Sejm PRL VI i VII kadencji.

## Życiorys
Syn Antoniego i Marianny. Uzyskał wykształcenie średnie. Od 1945 był snowaczem w Zduńskich Zakładach Przemysłu Bawełnianego „Zwoltex”. Gdy w 1963 ukończył Technikum Mechaniczne w Zduńskiej Woli, awansowano go na mistrza.
Należał do Związku Młodzieży Polskiej, a od 1954 do Polskiej Zjednoczonej Partii Robotniczej, w której przez 11 lat był sekretarzem oddziałowej organizacji partyjnej, a przez kilka kadencji zasiadał w Komitecie Miejskim i w Komitecie Wojewódzkim (w tym jego egzekutywie). Pełnił funkcję radnego Miejskiej Rady Narodowej. Był też delegatem na IV Zjazd PZPR. W 1972 i 1976 uzyskiwał mandat posła na Sejm PRL w okręgu Sieradz. Przez dwie kadencje zasiadał w Komisji Przemysłu Lekkiego. Ponadto w trakcie VI kadencji zasiadał w Komisji Drobnej Wytwórczości, Spółdzielczości Pracy i Rzemiosła, a w trakcie VII w Komisji Handlu Wewnętrznego, Drobnej Wytwórczości i Usług.
Według danych z 2005, właściciel cennych historycznie budynków: domu i stodoły drewnianej z 1926 oraz obory murowanej z 1924. Pochowany na cmentarzu parafialnym w Zduńskiej Woli.
Został odznaczony Srebrnym i Złotym Krzyżem Zasługi.